# Seguridad aérea

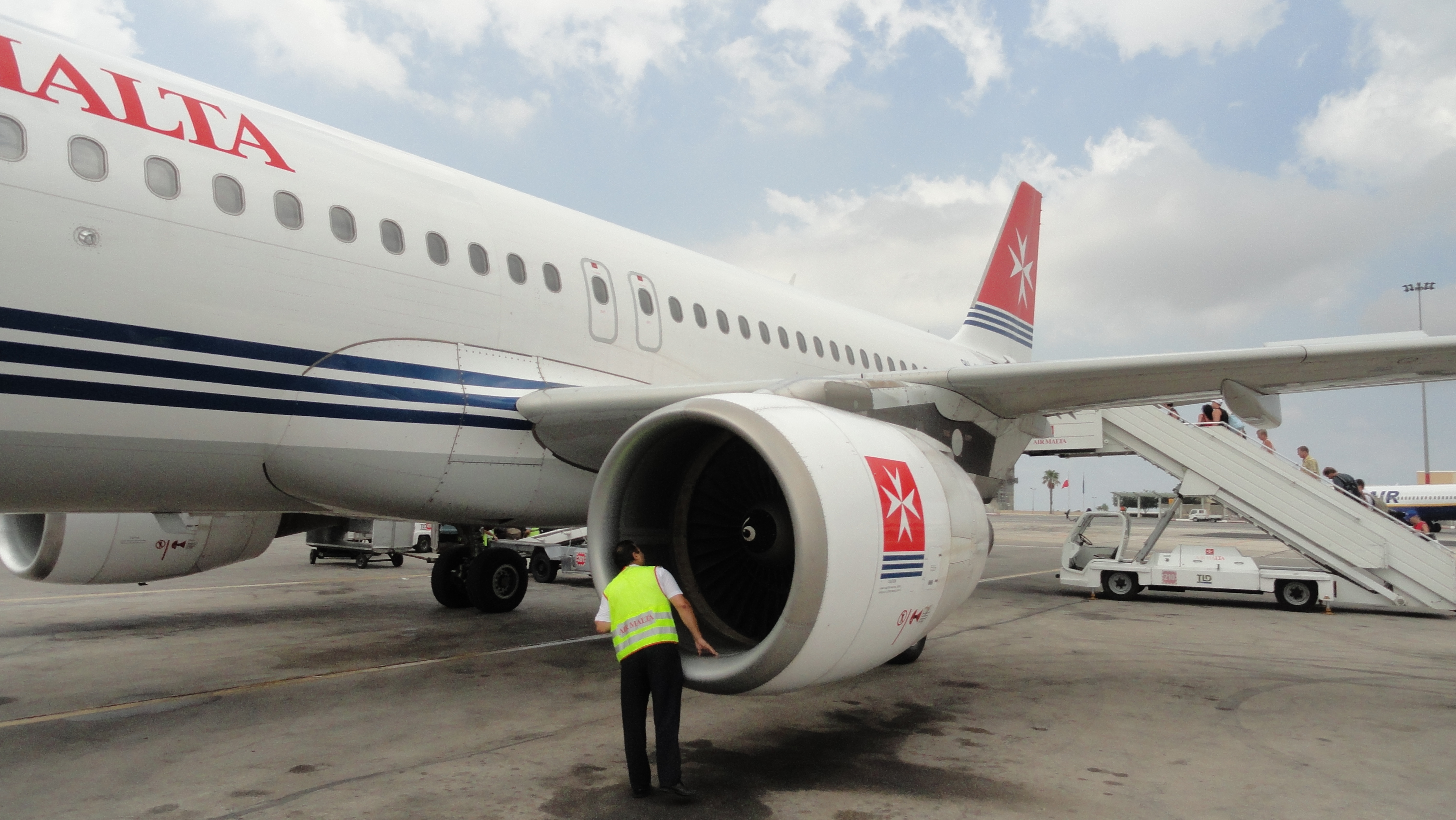
Un tripulante que realiza una inspección previa al vuelo en un Airbus A320.

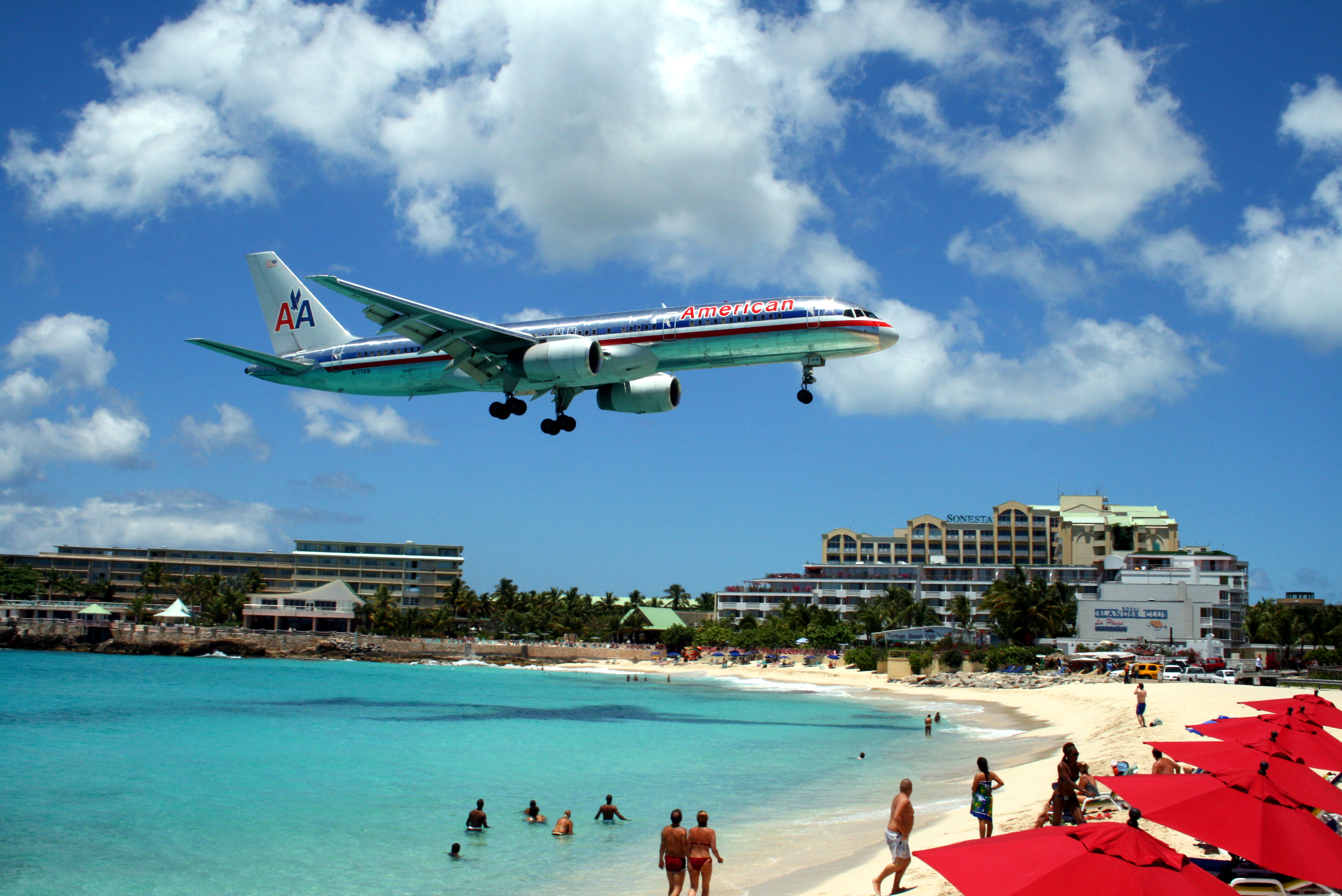
Boeing 757 de American Airlines en aproximación final al Aeropuerto Internacional Princesa Juliana, sobre Playa Maho. Muchos accidentes suceden durante las maniobras de despegue y de aterrizaje, aunque es más peligroso el despegue porque la aeronave lleva más combustible.

La seguridad aérea es el conjunto de medidas que tienen como objetivo conocer las causas de cada accidente aéreo para modificar los procedimientos operativos y el entrenamiento, de forma que se evite su repetición. Las investigaciones de seguridad en vuelo son complejas y analizan numerosos factores y, más que investigar a las personas responsables, intenta averiguar las causas del incidente, considerando los factores humanos y las cuestiones técnicas.[cita requerida] Los principales recursos de los investigadores son los testimonios e informes de las tripulaciones, el análisis de las cajas negras o los restos de la aeronave.

## Estadísticas
Según el informe de seguridad de la OACI para el año 2014, el número total de accidentes de avión en los Estados Unidos de América 2013 fue de 90 en todo el mundo. Solo 9 de estos accidentes fueron «accidentes mortales», es decir, accidentes con muertes. La Revisión Global de Accidentes Fatales de la Autoridad de Aviación Civil (Reino Unido) da un total de 0.6 accidentes mortales por millón de vuelos para el período de diez años de 2002 a 2011.
Cuando se expresa como por millón de horas de vuelo, este número es 0.4. El número correspondiente de víctimas mortales es de 22,0 muertes por millón de vuelos o 12,7 cuando se expresa por millón de horas de vuelo.
El número total de muertes en 2013 fue 173, que es el menor número de muertes desde el año 2000, aunque el número total de salidas en 2013 fue de 32,1 millones. Esto corresponde a 5,39 muertes por millón de salidas en 2013.
El siguiente cuadro muestra el desarrollo de la tasa de accidentes fatales y no mortales en los últimos años.
| Año  | Número de accidentes por millón de salidas |
| ---- | ------------------------------------------ |
| 2009 | 4,1                                        |
| 2010 | 4,2                                        |
| 2011 | 4,2                                        |
| 2012 | 3,2                                        |
| 2013 | 2,9                                        |
| 2014 | 3,0                                        |
| 2015 | 2,8                                        |

La Revisión Global de Accidentes Fatales de la Autoridad de Aviación Civil (Reino Unido) da un total de 0.6 accidentes mortales por millón de vuelos para el período de diez años de 2002 a 2011.
No todas las fases del vuelo son igualmente propensas a accidentes.
La mayoría de los accidentes (55%) ocurren durante el aterrizaje o despegue. Solo el 10% se produce cuando el avión está en camino.
| Fase         | Porcentaje de accidentes que ocurren en esta fase |
| ------------ | ------------------------------------------------- |
| Aterrizaje   | 43                                                |
| Aproximación | 18                                                |
| Despegue     | 12                                                |
| En ruta      | 10                                                |
| En pie       | 9                                                 |
| Taxi         | 8                                                 |

### Comparación con otros modos de viaje
Hay tres maneras principales en las que se puede medir el riesgo de fatalidad de un determinado modo de viajar: Muertes por mil millones de viajes típicos, muertes por mil millones de horas recorridas o muertes por mil millones de kilómetros recorridos.
La siguiente tabla muestra estas estadísticas para 1990-2000. Se debe tener en cuenta que la seguridad de la aviación no incluye el transporte al aeropuerto.

Número de muertes de aviones de pasajeros (14+ pasajeros) accidentes de pérdida de casco por año. En rojo es el promedio de 5 años.

| Tipo        | Muertes por miles de millones de: | Muertes por miles de millones de: | Muertes por miles de millones de: |
| Tipo        | viajes                            | horas                             | km                                |
| ----------- | --------------------------------- | --------------------------------- | --------------------------------- |
| Bus         | 4.3                               | 11.1                              | 0.4                               |
| Ferrocarril | 20                                | 30                                | 0.6                               |
| Van         | 20                                | 60                                | 1.2                               |
| Coche       | 40                                | 130                               | 3.1                               |
| Pie         | 40                                | 220                               | 54.2                              |
| Agua        | 90                                | 50                                | 2.6                               |
| Aire        | 117                               | 30.8                              | 0.05                              |
| Bicicleta   | 170                               | 550                               | 44.6                              |
| Motocicleta | 1640                              | 4840                              | 108.9                             |

.

## Peligros para la seguridad aérea

### Objetos extraños
Se conoce como objetos extraños (Foreing objects debris, FOD) a los objetos o elementos que se dejan en la estructura de la aeronave durante su fabricación/reparación, a los desechos que se encuentran en la pista o los sólidos encontrados durante el vuelo. Dichos elementos pueden dañar los motores u otras partes de la aeronave.

### Factores Humanos

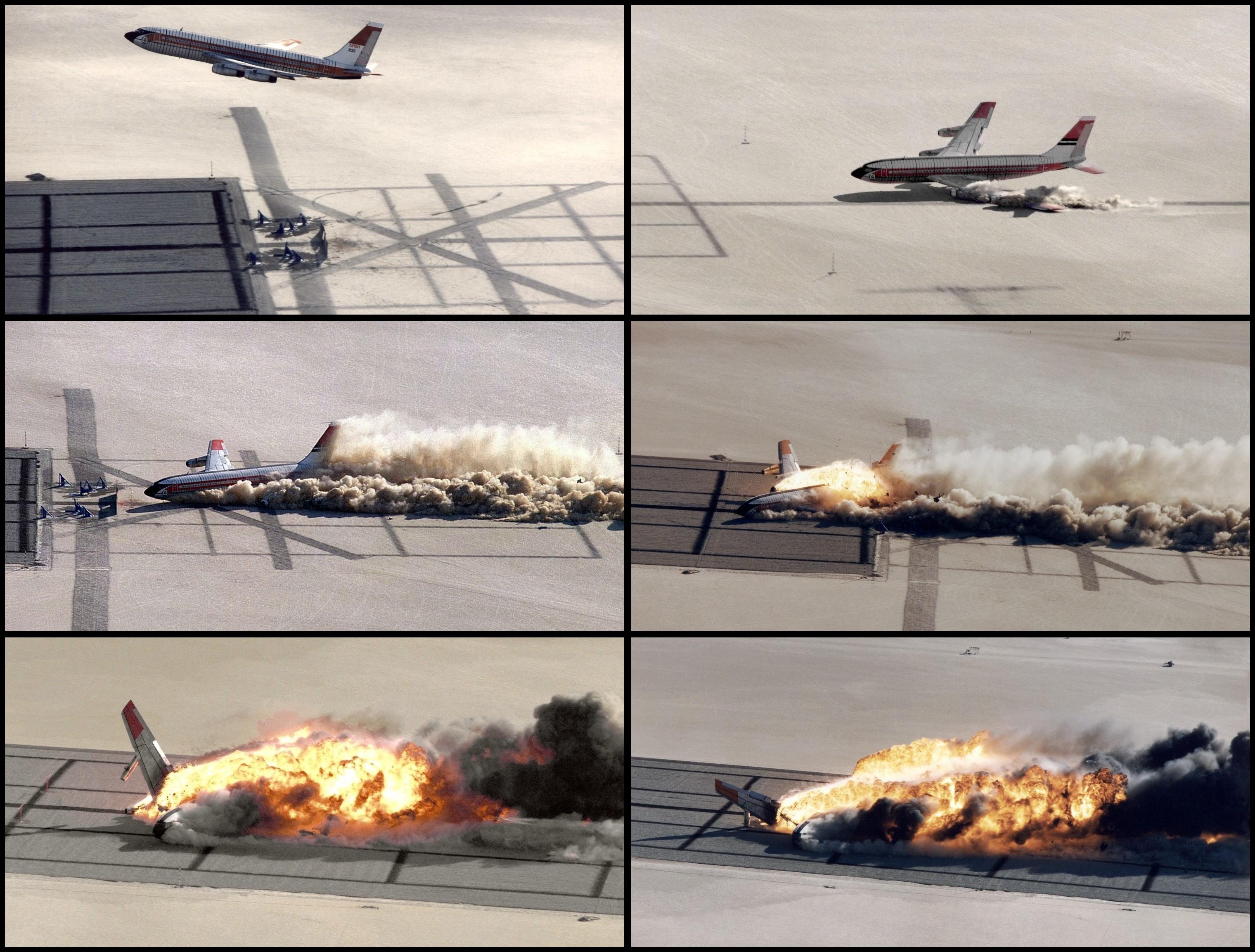
Demostración de impacto controlado, un experimento de seguridad aérea de la NASA de 1984. El avión es un Boeing 720 que prueba una forma del combustible del jet, conocido como el «queroseno anti bruma», que formó un gel difícil de encender cuando es agitado violentamente, como en un choque.

Experimento de accidente de Boeing 727 en 2012

Los factores humanos, incluyendo los errores del piloto, son otro potencial conjunto de factores y es actualmente el factor más común que se encuentra en accidentes aéreos.
Durante la Segunda Guerra Mundial hubo un gran progreso en la aplicación de análisis de factores humanos para mejorar la seguridad aérea, realizado por pioneros tales como Paul Fitts y Alphonse Chapanis. Sin embargo, se han realizado progresos a lo largo de la historia de la aviación tales como el desarrollo del checklist del piloto en 1937. La técnica CRM (Crew Resource Management) consiste en hacer uso de la experiencia y conocimientos de toda la tripulación para evitar la dependencia de un solo miembro de la tripulación durante el vuelo.
Los errores del piloto y problemas de comunicación son a menudo factores que intervienen en la colisión de una aeronave. Esto puede tener lugar tanto en el aire como en tierra. La habilidad de la tripulación de a bordo para mantener una situación de alerta es un factor humano crítico en la seguridad aérea.
A continuación, se presenta una gráfica realizada por la OACI, que indica el número de accidentes ocurridos dependiendo del tipo de factor que lo ha originado.
Leyenda de la gráfica
1. Vuelo controlado a tierra (CFIT).
2. Pérdida del control de vuelo (LOC-I).
3. Seguridad en pista (RS).
4. Seguridad en tierra (GS).
5. Daños operacionales (OD).
6. Personas heridas y/o incapacitadas (MED).
7. Otros (OTH).
8. Desconocido (UNK).

#### Fatiga del piloto
La OACI define fatiga como el estado fisiológico de rendimiento mental o físico reducido causado por falta de sueño, insomnio prolongado o exceso en la carga de trabajo. Este fenómeno pone en gran peligro a la tripulación y a los pasajeros porque incrementa significativamente las posibilidades de error del piloto. La fatiga es particularmente predominante entre los pilotos a causa de horas de trabajo imprevistas, periodos largos, interrupción de los ciclos circadianos y sueño insuficiente. Las organizaciones reguladoras se esfuerzan en mitigar la fatiga limitando la cantidad de horas que se le permite a un piloto volar. Expertos en fatiga, a menudo, encuentran estos métodos insuficientes para alcanzar los objetivos deseados.
La normativa europea propone poner en marcha un programa de trabajo sobre a fatiga del piloto y el rendimiento. El programa consistiría en reunir datos en una base a largo plazo, siguiendo el impacto de las nuevas normas, la evaluación de la eficacia de la gestión de la fatiga en la industria e investigar temas específicos según corresponda.

#### Pilotaje mientras se está intoxicado
Raramente, los miembros de la tripulación son arrestados o están sujetos a acciones disciplinarias por estar intoxicados durante la realización de su trabajo. En 1990, tres miembros de la tripulación de Northwest Airlines fueron sentenciados a cumplir un periodo en la cárcel por volar en estado de embriaguez. En 2001, la misma aerolínea despidió un piloto que dio positivo en un test de alcoholemia después de realizar un vuelo.

#### Vuelo controlado a tierra
El vuelo controlado a tierra o, en inglés, Controlled flight into terrain (CFIT) es un tipo de accidente en el que la aeronave vuela bajo el control de estructuras controladas en tierra. Estos accidentes son causados por error del piloto o un mal funcionamiento de los sistemas de navegación.

#### Interferencia electromagnética
El uso de ciertos equipos electrónicos está parcialmente o completamente prohibido, ya que puede que interfiera con la operación de la aeronave, como por ejemplo, desviación en los datos de la brújula. El uso de algunos tipos de dispositivos electrónicos personales está prohibido cuando una aeronave está por debajo de 10 000 pies, despegando o aterrizando. El uso de los móviles está prohibido en la mayoría de vuelos porque el uso dentro de la cabina produce problemas con las comunicaciones en tierra.

### Información engañosa y falta de información
Un piloto mal informado por un documento impreso (manual, mapa, etc.), que reacciona a un instrumento o indicador defectuoso (en la cabina o en el suelo), o siguiendo instrucciones inexactas o información del control de vuelo o de tierra puede perder la orientación espacial, o cometer otro error y, en consecuencia, conducir a accidentes o una colisión estrechamente evitada.

### Relámpagos
Los estudios de Boeing demostraron que los aviones de pasajeros son golpeados por un rayo dos veces al año en promedio; Aeronaves resistirán los típicos ataques de rayo sin daños.
Los peligros de un rayo positivo más potente no fueron entendidos hasta la destrucción de un planeador en 1999. Desde entonces se ha sugerido que un relámpago positivo podría haber causado el desplome del vuelo 214 de Pan Am en 1963. En ese momento, los aviones no fueron diseñados para soportar tales huelgas porque su existencia era desconocida. La norma de 1985 vigente en los Estados Unidos en el momento del accidente del planeador, circular consultiva AC 20-53A, fue substituida por la circular consultiva AC 20-53B en 2006. Sin embargo, no está claro si se ha incorporado una protección adecuada contra el rayo positivo.
Los efectos del relámpago típico en aviones tradicionales cubiertos de metal son bien conocidos y los daños graves causados por un rayo en un avión son raros. El Boeing 787 Dreamliner del cual el exterior es polímero reforzado con fibra de carbono no recibió ningún daño de un rayo durante la prueba.

### Hielo y nieve

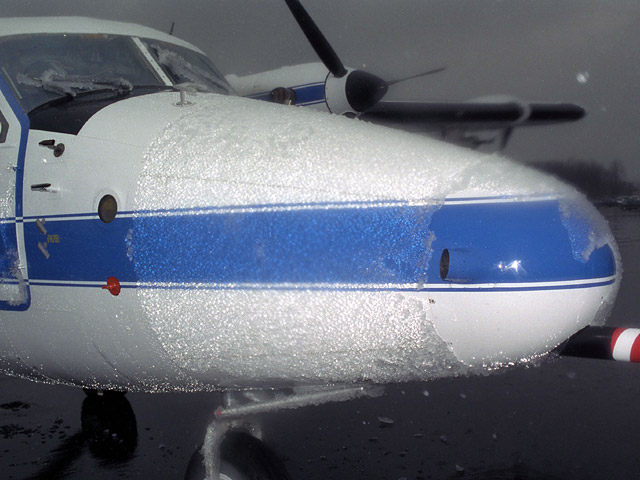
Hielo en un avión. El hielo ha causado numerosos accidentes de aviación. Los sistemas de protección antihielo de aeronaves son cada vez más seguros.

El hielo y la nieve pueden ser factores importantes en los accidentes aéreos. En 2005, el vuelo 1248 de Southwest Airlines se deslizó al final de una pista, después de aterrizar en condiciones de nieve pesada, matando a un niño en el suelo.
Incluso una pequeña cantidad de hielo o escarcha puede afectar en gran medida la capacidad de un ala para desarrollar una elevación adecuada, por lo que las regulaciones prohíben hielo, nieve o incluso escarcha en las alas o la cola, antes del despegue. El Vuelo 90 de Air Florida se estrelló en el despegue en 1982, como resultado de hielo / nieve en sus alas.
Una acumulación de hielo durante el vuelo puede ser catastrófica, como lo demuestran la pérdida de control y los accidentes subsecuentes del vuelo 4184 de American Eagle en 1994 y el vuelo 3272 de Comair en 1997. Ambos aviones eran aviones de línea turbohélice con alas rectas que tienden a ser más susceptibles a la acumulación de hielo en el hielo, que los aviones de reacción de ala-barrida. 
Las líneas aéreas y los aeropuertos aseguran que las aeronaves estén debidamente deshielo antes del despegue siempre que el clima involucre condiciones de hielo. Los aviones modernos están diseñados para evitar la acumulación de hielo en las alas, los motores y el empenaje, ya sea mediante el calentamiento del aire de los motores a reacción a través de los bordes de ataque del ala y las entradas o en aviones más lentos, «Botas» de goma que se expanden para romper cualquier hielo acumulado.
Los planes de vuelo de las aerolíneas requieren que las oficinas de despacho de aerolíneas supervisen el progreso del tiempo a lo largo de las rutas de sus vuelos, ayudando a los pilotos a evitar las peores condiciones de hielo. Las aeronaves también pueden estar equipadas con un detector de hielo para advertir a los pilotos que dejan inesperadas áreas de acumulación de hielo, antes de que la situación se vuelva crítica. Tubos de Pitot en aviones y helicópteros modernos han sido provistos con la función de «Calentamiento Pitot» para prevenir accidentes como el vuelo 447 de Air France causado por la congelación del tubo de Pitot y dar falsas lecturas.

### Falla del motor
Se puede producir fallo del motor por la falta de combustible, el daño causado por objetos extraños, fallos mecánicos producidos por fatiga del metal, fallos mecánicos debidos a un mantenimiento inadecuado, fallos mecánicos causados por defectos de fábrica o errores de la tripulación.
En aeronaves con más de un motor el fallo de uno de los motores normalmente provoca el aterrizaje de emergencia de la aeronave, aterrizando en otro aeropuerto más cercano que el de destino, por ejemplo. Si el fallo del segundo motor se produce o el daño de otros sistemas de la aeronave debido a este fallo, si el aterrizaje de emergencia no es posible, puede provocar que la aeronave tenga un accidente. 

### Falla estructural de la aeronave
Algunos ejemplos de fallo estructural de la aeronave provocados por fatiga del metal incluyen los accidentes de Havilland Comets (1950s) y los de Aloha Airlines Flight 243 (1988). Gracias a esto se ha estudiado y entendido mejor este problema, por lo que se llevan a cabo rigurosas inspecciones y ensayos no destructivos para prevenir este fallo.
Los materiales compuestos están formados por capas de fibras integradas en una matriz de resina. En algunos casos, debido al estrés cíclico al que se someten los materiales, las capas del material se pueden separar unas de otras y perder fuerza. Dado que el fallo se produce dentro del material, nade se aprecia en la superficie, por lo que es necesario hacer uso de procedimientos instrumentales para detectar los fallos del material, normalmente se usan instrumentos ultrasonidos. 

### Estancamiento (Stalling)
Los choques causados por un bloqueo completo de los perfiles aerodinámicos incluyen:
- Vuelo 548 de European European Airways (1972)
- Vuelo 553 de United Airlines (1972)
- Vuelo 7425 de Aeroflot (1985)
- Vuelo 1285 de Arrow Air (1985)
- Vuelo 255 de Northwest Airlines (1987)
- El accidente de Paul Wellstone (2002)
- Vuelo de Turkish Airlines vuelo 1951 (2009)
- Colgan Air Flight 3407 (2009)
- Vuelo 447 de Air France (2009)

### Fuego
El fuego supone una de las mayores amenazas en la operación de aeronaves, en cualquiera que sea su fase de vuelo, para ello existen estrictas regulaciones acerca de los sistemas de protección de incendios, regulando tanto los materiales de la aeronave como los requisitos que han de tener los sistemas de extinción de incendios. Normalmente estos requisitos detallan los test que se tienen que realizar, como los test de flamabilidad de los materiales, de toxicidad de los mismos o el humo que emiten. Esto se debe a que si un test falla, es mejor que lo haga en un prototipo en un laboratorio de ingeniería que en una aeronave.

### Ataque de aves
En la aviación se han producido numerosos accidentes debido a la colisión de aves con aeronaves, concretamente por la «ingestión» de los mismos por ambos motores o por la colisión de las aves en la cabina de la tripulación. 
Por ello los motores han tenido que ser diseñados para soportar la ingestión de aves de un determinado peso y número y no perder más de una determinada cantidad de empuje. El peso y número de aves que se pueden ingerir sin arriesgar el vuelo seguro de la aeronave está relacionado con área de entrada del motor. Los riesgos de ingesta de aves más allá del límite de diseño se mostraron en el Vuelo 1549 de US Airways cuando impactaron contra el fuselaje y los motores una bandada de barnacla canadiense.
El mayor riesgo de ingestión de aves se produce durante el despegue y aterrizaje en las inmediaciones del aeropuerto, así como en vuelos de bajo nivel realizados mayormente por aeronaves militares, de fumigación, extinción de incendios o helicópteros, entre otros. Entre los métodos que se utilizan para evitar este tipo de accidentes se encuentra el plantar pasto venenoso, el cual no pueden tolerar las aves.

### Daño de tierra
Gran cantidad de equipamiento opera de manera muy cercana al fuselaje y las alas para dar servicio a la aeronave y ocasionalmente causa daños accidentales como rasguños en la pintura o pequeñas abolladuras. Debido a que la estructura de las aeronaves (incluyendo la piel) juegan un papel crucial en la seguridad de las operaciones durante un vuelo, todos los daños tienen que ser inspeccionados, medidos y comprobados para asegurar que se encuentra dentro las tolerancias de seguridad permitidas.

### Ceniza volcánica
Las columnas de cenizas que se producen cerca de zonas volcánicas activas pueden dañar las hélices, motores o las ventas de la cabina de la tripulación. 

### Seguridad en la pista
Los tipos de incidentes de seguridad de la pista incluyen:
- Excursión en pista - un incidente que involucra solo una sola aeronave haciendo una salida inapropiada de la pista.
- Desbordamiento de la pista - un tipo específico de excursión en la que la aeronave no se detiene antes del final de la pista (por ejemplo, Air France Flight 358).
- Incursión en pista - presencia incorrecta de un vehículo, persona u otra aeronave en la pista (por ejemplo, desastre del aeropuerto de Tenerife).
- Confusión en la pista - identificación errónea de la tripulación de la pista de aterrizaje o despegue (por ejemplo, Vuelo 5191 de Comair, Vuelo 006 de Singapore Airlines).

### Terrorismo
Las tripulaciones están normalmente capacitadas para manejar situaciones de secuestro. Desde los atentados del 11 de septiembre de 2001, se han adoptado medidas más estrictas de seguridad aeroportuaria y aérea para prevenir el terrorismo, como los controles de seguridad y el bloqueo de las puertas de la cabina durante el vuelo.

### Acción de tripulación deliberada
A pesar de que la mayoría de las tripulaciones de aviones son evaluados para aptitud psicológica, algunos han tomado acciones suicidas. En el caso del vuelo 990 de EgyptAir, parece que el primer oficial se estrelló deliberadamente en el Océano Atlántico mientras el capitán estaba alejado de su estación en 1999 frente a Nantucket, Massachusetts.
En 1982, Japan Airlines vuelo 350 se estrelló mientras que en la aproximación al aeropuerto de Tokio Haneda, matando 24 de los 174 a bordo. La investigación oficial encontró que el capitán mentalmente enfermo había intentado suicidio colocando los motores internos en el empuje reverso, mientras que el avión estaba cerca de la pista. El primer oficial no tuvo tiempo suficiente para rechazar antes de que el avión se estancara y se estrellara.
En 1997, vuelo 185 de Silk Air de repente entró en una inmersión alta de su altitud de crucero. La velocidad de la inmersión era tan alta que el avión comenzó a romperse antes de que finalmente se estrelló cerca de Palembang, Sumatra. Después de tres años de investigación, las autoridades indonesias declararon que no podía determinarse la causa del accidente. Sin embargo, el NTSB de los Estados Unidos concluyó que el suicidio deliberado por parte del capitán era la única explicación razonable.
En 2015, el 24 de marzo, el vuelo 9525 de Germanwings (un Airbus A320-200) se estrelló a 100 kilómetros al noroeste de Niza, en los Alpes franceses, después de un descenso constante que comenzó un minuto después del último contacto rutinario con el control aéreo Y poco después de que la aeronave alcanzara su altitud de crucero asignada. Todos los 144 pasajeros y seis tripulantes murieron. El choque fue intencionalmente causado por el copiloto Andreas Lubitz. Habiendo sido declarado «incapacitado para trabajar» sin avisar a su empleador, Lubitz informó para el servicio, y durante el vuelo bloqueó al piloto fuera de la cabina. En respuesta al incidente y las circunstancias de la participación de Lubitz, las autoridades aeronáuticas en Canadá, Nueva Zelanda, Alemania y Australia implementaron nuevas regulaciones que requieren que dos personal autorizado estén presentes en la cabina en todo momento. Tres días después del incidente, la Agencia Europea de Seguridad Aérea emitió una recomendación temporal para que las compañías aéreas aseguraran que al menos dos tripulantes, incluyendo al menos un piloto, estén en la cabina durante todo el vuelo. Varias aerolíneas anunciaron que ya habían adoptado voluntariamente políticas similares.

### Acción Militar
Los aviones de pasajeros rara vez han sido atacados tanto en tiempo de paz como en guerra. Ejemplos:
- En 1955, Bulgaria derribó el Vuelo 402 de El Al.
- En 1973, Israel derribó el Vuelo 114 de Libyan Arab Airlines.
- En 1983, la Unión Soviética derribó el vuelo 007 de Korean Air Lines.
- En 1988, los Estados Unidos derribaron el Vuelo 655 de Iran Air.
- En 2001, la Fuerza Aérea ucraniana derribó accidentalmente el Vuelo 1812 de Siberia Airlines durante un ejercicio.
- En 2014, Rusia derribó el Vuelo 17 de Malaysia Airlines.
- En 2020, Irán derribó el Vuelo 752 de Ukraine International Airlines.

## Cooperación internacional en aviación y agencias

### Agencia Europea de Seguridad Aérea
La Agencia Europea de Seguridad Aérea colabora con otras organizaciones internacionales, como la Administración Federal de Aviación (FAA) y las autoridades nacionales de Canadá, Israel y Rusia, cuya misión es similar en sus respectivos estados, tanto para la seguridad aérea como para velar por la protección medioambiental en la aviación civil.[cita requerida]